# Seznam ameriških meteorologov
Seznam ameriških meteorologov.

## A
- Cleveland Abbe
- Elliott Abrams (meteorolog)

## B
- Joe Bastardi
- Jacob Aall Bonnevie Bjerknes

## C
- Jim Cantore
- Frederick Carr
- Jule Gregory Charney

## D
- William Morris Davis

## E
- Kerry Emanuel

## F
- William Ferrel

## G
- William M. Gray

## H
- John Hope (meteorolog)

## J
- Joe Pasquarelli

## M
- Timothy P. Marshall
- Charles F. Marvin
- Max Mayfield
- Alexander George McAdie

## N
- Jerome Namias

## R
- Al Roker
- Carl-Gustav Arvid Rossby

## S
- Scott Mayer

## V
- Ivor van Heerden